# Please (álbum de Pet Shop Boys)
Please, traducido al español como por favor. Es el álbum debut del dúo de synthpop británico Pet Shop Boys, publicado el 24 de marzo de 1986 por Parlophone.

## Lanzamiento
De acuerdo con el dúo, el título de álbum fue elegido de manera que la gente tuviera que ir a una tienda de discos y decir "Can I have the Pet Shop Boys álbum, 'Please'?" (¿Podría darme el álbum de los Pet Shop Boys, 'por favor'?).
Please es musicalmente más simple, pero líricamente tan rico como el trabajo posterior de Pet Shop Boys. Los instrumentales son comparables a otro pop techno de este periodo.
La pequeña fotografía de la portada, acompañada por un mar de blanco, ha sido vista por algunos observadores de diseño como una reacción a la tradicional portada de álbum. Con las nuevas cajas de CD del tiempo siendo necesariamente más pequeñas que diseños vistos en álbumes de 12", la fotografía de tamaño de pasaporte es por lejos removida de ilustración estándar de portada. El tamaño actual de la imagen es del mismo tamaño que un negativo fotográfico de 35mm.
"Two Divided by Zero" samplea una calculadora digital SHARP ELSI MATE EL620 similar al aparato conocido como Speak & Spell de Texas Instruments de los 80.
"Suburbia" fue muy remezclada para su lanzamiento como disco single.
"Violence" fue posteriormente regrabada por los Pet Shop Boys para un concierto de caridad en el club nocturno Hacienda a principios de los 90. Esta versión, conocida como la 'Versión Hacienda', fue lanzada como uno de los lados b de "I Wouldn't Normally Do This Kind of Thing" y luego fue hecha disponible en el álbum de lados b Alternative y en el relanzamiento de dos discos del 2001 del álbum Very.
Los Pet Shop Boys más tarde samplearon la versión de Please de "Love Comes Quickly" para su canción "Somebody Else's Business", la cual apareció en el álbum Disco 3.
"Tonight Is Forever" fue posteriormente versionada por Liza Minnelli en el álbum producido por Pet Shop Boys Results.

## Reediciones
Please fue relanzado en el 2001 (como lo fueron muchos de los álbumes del grupo a ese punto) como Please/Further Listening 1984-1986. La versión lanzada no sólo fue remasterizada digitalmente sino que vino con un segundo disco de lados B y material no lanzado previamente de alrededor del tiempo del lanzamiento original del álbum. Todavía otro relanzamiento siguió el 9 de febrero de 2009, bajo el título de Please: Remastered. Esta versión contiene sólo las 11 pistas del original. Con el relanzamiento del 2009, el relanzamiento del 2001 fue retirado.

## Lista de canciones
Todas las canciones están compuestas por Neil Tennant y Chris Lowe, excepto donde se indique

### Please[2]
| N.º   | Título                                     | Escritor(es)                   | Duración |  |
| 1.    | «Two Divided By Zero»                      | Bobby Orlando - Tennant        | 3:35     |  |
| 2.    | «West End Girls»                           |                                | 4:46     |  |
| 3.    | «Opportunities (Let's Make Lots Of Money)» |                                | 3:43     |  |
| 4.    | «Love Comes Quickly»                       | Stephen Hague - Tennant - Lowe | 4:19     |  |
| 5.    | «Suburbia»                                 |                                | 5:07     |  |
| 6.    | «Opportunities (reprise)»                  |                                | 0:34     |  |
| 7.    | «Tonight Is Forever»                       |                                | 4:32     |  |
| 8.    | «Violence»                                 |                                | 4:30     |  |
| 9.    | «I Want A Lover»                           |                                | 4:07     |  |
| 10.   | «Later Tonight»                            |                                | 2:49     |  |
| 11.   | «Why Don't We Live Together»               |                                | 4:49     |  |
| 42:22 |                                            |                                |          |  |

### Further Listening1984–1986[3]
| Disco 2 |                                                                                   |                        |          |  |
| N.º     | Título                                                                            | Escritor(es)           | Duración |  |
| 1.      | «A man could get arrested (Lado B de 12")»                                        |                        | 4:09     |  |
| 2.      | «Opportunities (Let's Make Lots Of Money) (Versión original total de 7" inédito)» |                        | 4:36     |  |
| 3.      | «In The Night»                                                                    |                        | 4:51     |  |
| 4.      | «Opportunities (Let's Make Lots Of Money) (Mix original de 12" inédito)»          |                        | 7:00     |  |
| 5.      | «Why Don't We Live Together? (Mix original de New York inédito)»                  |                        | 5:14     |  |
| 6.      | «West End Girls (Mix dance)»                                                      |                        | 6:39     |  |
| 7.      | «A man could get arrested (Lado B de 7" inédito)»                                 |                        | 4:51     |  |
| 8.      | «Love Comes Quickly (Mix dance)»                                                  | Hague - Tennant - Lowe | 6:50     |  |
| 9.      | «That's My Impression (Mix disco)»                                                |                        | 5:19     |  |
| 10.     | «Was That What It Was?»                                                           |                        | 5:17     |  |
| 11.     | «Suburbia (the full horror)»                                                      |                        | 8:58     |  |
| 12.     | «Jack The Lad»                                                                    |                        | 4:32     |  |
| 13.     | «Paninaro (Remix italiano)»                                                       |                        | 8:38     |  |

## Sencillos
- "West End Girls"
- "Opportunities (Let's Make Lots of Money)"
- "Love Comes Quickly"
- "Suburbia"

## Posiciones en la lista de éxitos
| Conteo (1986) | Posición |
| ------------- | -------- |
| Alemania      | 3        |
| Suiza         | 20       |
| Noruega       | 13       |
| Suecia        | 21       |
| Australia     | 10       |
| Reino Unido   | 3        |
| EE. UU.       | 7        |